# 利貝訥峰

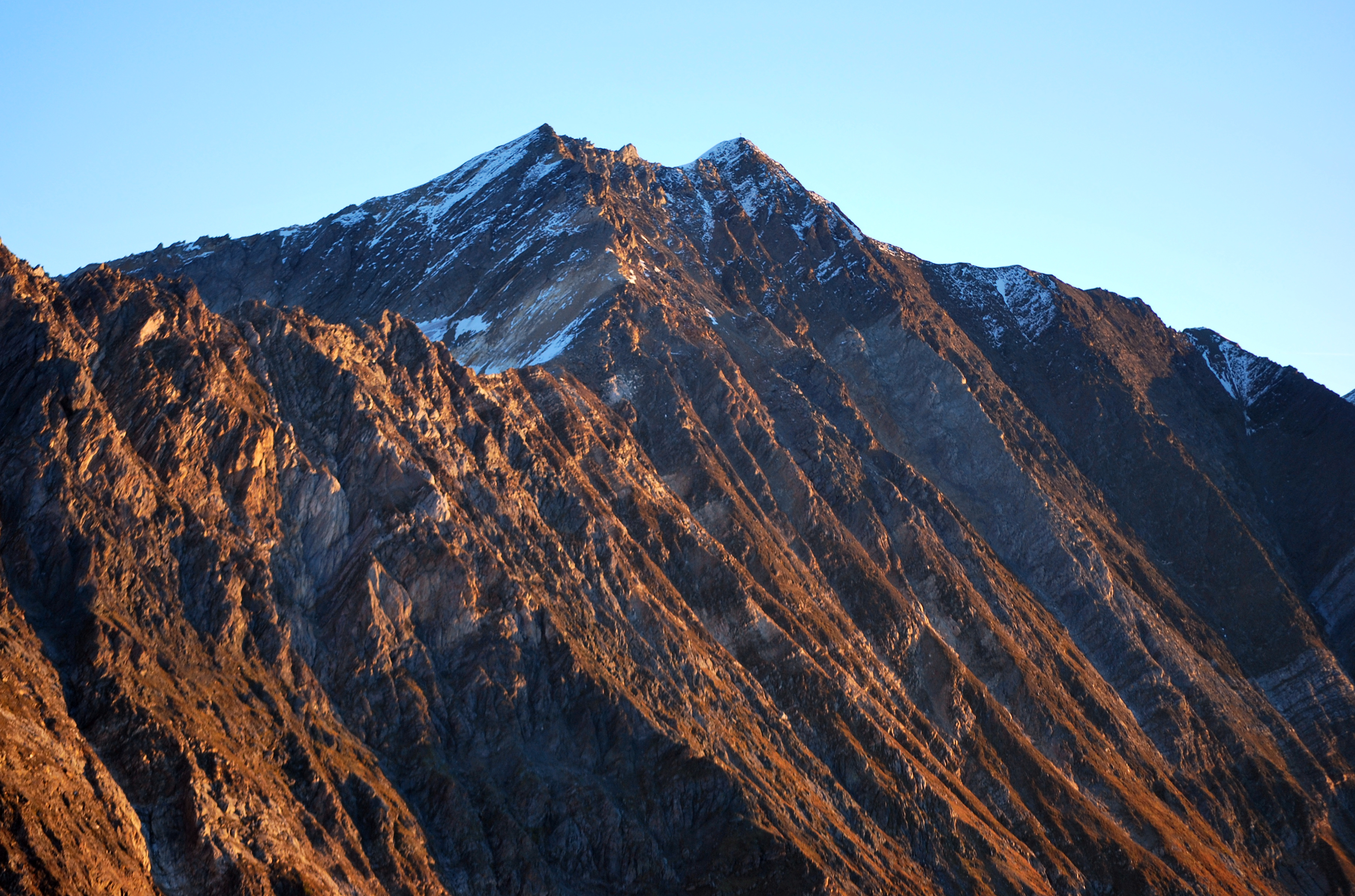

46°49′13″N 11°04′29″E / 46.82023°N 11.07486°E
利貝訥峰（德語：Liebenerspitze），是中歐的山峰，位於奧地利和意大利接壤的邊境，屬於奧茨塔爾阿爾卑斯山脈的一部分，距離霍赫菲斯特山0.8公里，海拔高度3,399米，人類在1872年7月26日首次登頂。